# Івашина Іван Вакулович
Іван Вакулович Івашина (11 жовтня 1919 - 11 листопада 2019) — Герой Радянського Союзу (1944), відзначився під час битви за Дніпро у роки німецько-радянської війни.

## Біографічні відомості
Народився 11 жовтня 1919 року в селі Василівка (зараз у Верхньодніпровському району Січеславської області) у багатодітній заможній селянській родині. Був одним з наймолодших дітей у другому шлюбі батька із другою дружиною — Дарією Кирилівною (всього було 7-ро дітей, 2-є найстарших дочок від попереднього шлюбу, Іван з них всіх народився передостанній). Через небажання батька вступати до колгоспу, з подання комнезів сім'я була у 1929 році розкуркулена. Батько, мати і двоє найменших синів були ешелоном, з мінімум речей, виселені до Уралу з багатьма такими ж сім'ями.
В 1933 році Іван разом з братом Сашком повернувся у рідно село. Прибився до місцевої комуни «Степовик» (пізніше мала назву «імені ОДПУ») де займався випасом коней, які розводились для потреб РСЧА.
Пізніше, після смерті чоловіка, з Уралу сама до рідного села повернулась і мати, вдруге вийшла заміж та забрала Івана до себе.
З освіти Іван встиг отримати перед війною 7 класів школи. Закінчив також школу ФЗН, та згодом за комсомольською путівкою відправлений до Криворізького геологорозвідного технікуму в якому провчився лише 2 місяці і у жовтні 1939 року був призваний до РСЧА.
Службу почав у Рогачові (Білорусь) в 286-у артилерійському полку. Там І.Івашина здобув спеціальність навідника 76-мм гармат. Після «учебки» відправлений в Казань де йшло формування бойових частин для відправлення у Фінляндію на війну. Після тривалих приготувань (особливо з лижної підготовки частини) пролунав відбій — радянсько-фінська війна закінчилась.
З розформованої частини артилеристів направили до Куйбишева в 387-й гаубичний полк, де у літніх таборах І.Івашина освоїв 152-мм гаубиці, що перебували там на озброєні. У таборах дізнався про початок німецько-радянської війни. Через два дні його полк ешелоном, через Москву, відправлений на фронт. Підрозділ прибув під Рогачов (де І.Івашина здобував навички гармаша) та переданий до розпорядження 63-го стрілецького корпусу 21-ї армії.
У ході перших боїв І.Івашина брав участь у звільнені вже захопленого Рогачова. Німці були відкинуті на кількадесят км від міста, проте швидко підтягнули нові сили і за тиждень взяли в оточення радянські підрозділи, що стояли в обороні. Два місяці провоювавши в оточені, артилеристи отримали наказ знищити гармати та йти на прорив. У жовтні 1941 року, вночі, підрозділ з боєм виходив з оточення на півдні Новгород-Сіверського (Чернігівщина) при цьому І.Івашина був важко поранений у ногу. Санітарним потягом відправлений в Самарканд до шпиталю.
Пролікувавшись грудень та січень вже 1942 року, після виписки, відправлений у Фергану до артилерійського училища. З огляду на вкрай слабке «голодне» забезпечення з багатьма артилеристами Іван Івашина написав рапорт на відправлення назад на фронт, почавши бойкотувати заняття. Невдовзі, відправлений в 911-й артполк (340-а стрілецька дивізія, 50-а армія Західного фронту). У новому артполку перейшов вже на 122-мм гаубицю. Воював спочатку під Калугою, пізніше Єльнею. Літом дивізія була передана 5-й танковій армії і вела бої за Вороніж, у цей період коли вибули всі командири взводів, Іван Івашина тимчасово став старшим на батареї та очолив 4 розрахунки до приходу офіцерського поповнення.
Згодом, після тривалих оборонних боїв, почалася чергова Харківська наступальна операція, під час якої І.Івашина у складі радянських військ звільняв Старий Оскол, Харків, Тростянець, з найважчими боями Охтирку, пізніше Гадяч. Проте зрештою, німці знову давши рішучу відсіч змусили радянські війська відступити і навіть оточили їх. До того часу старшина Івашина вже був знову з 76-мм гарматою, командиром розрахунку. Після виходу з оточення дивізія І.Івашини знаходилась на сході Сум, де перебувала з ранньої весни до серпня 1943 року. Займались імітацією накопичення сил на своїй ділянці оборони, вдавали активність, виготовляли дерев'яні макети танків, гармат, позицій.
У серпні 1943 року 911-й артполк у складі тієї ж 340-ї дивізії але вже тепер 38-ї армії (Воронезький фронт) перейшов у наступ і брав участь звільнені Сум. У цих боях дивізія зазнала важких втрат, проте пізніше отримає почесну назву «Сумська». Переслідуючи противника і форсувавши Десну у кінці вересня вже дісталась лівого берега Дніпра в район Лютіжу.
Напередодні форсування Дніпра дивізія провела тривалу підготовку, у ході якої розрахунок гармати сержанта І.Івашини від командира свого дивізіону отримав наказ знищити броньований катер противника, що ходив по Дніпру вздовж лівого берега обстрілюючи радянську піхоту. Скориставшись ярами та байраками, розрахунок Івашини викотив гармату до самої води і в потрібний момент прямим наведенням поцілив бронебійно-запальним снарядом в катер в 500—600 м від себе, потопивши його. Не чекаючи відповідного вогню з правого берега, розрахунок швидко сховався за пагорбами. Відмінно виконавши поставлене завдання за рішенням командування розрахунок 76-мм гармати Івашини і далі кочував вздовж берега із засади обстрілюючи ворога: в потрібний момент викочуючи гармату і швидко потім її ховаючи. Так тривало з тиждень до самого форсування. За цей час розрахунком було знищено кілька кулеметних гнізд та спостережних постів противника.
В ніч на 1 жовтня 1943 року підрозділи артилерії отримали наказ підтримати вогнем 1144-й батальйон, який мав форсувати річку. Початково, артилеристи підтримали штурмовий батальйон з лівого берегу поки він захоплював плацдарм. На ранок розрахунок сержанта Івашини також отримав наказ на переправу своєї гармати. Подолавши фарватер, та майже діставшись правого берега, пліт артилеристів був розколотий ворожим снарядом. Гармата зі снарядами пішла під воду, артилеристи також у воді. Оскільки глибина у тому місці була вже по шию, спромоглись відразу за допомогою лямок зачепити та оперативно витягти свою гармату. На щастя у лотку було кілька снарядів і артилеристи сприяли своїй піхоті утриматися до вечора, доки вночі не підійшло підкріплення разом з боєприпасами. Першого дня німці щонайменше двічі невдало контраатакували радянські позиції, а наступного дня на плацдармі з'явилась ще одна гармата старшого сержанта Асєєва, що разом з мінометами помітно посилила радянські позиції.
Важкі бої на плацдармі продовжувались близько місяця і невдовзі Червона армія перейшла у наступ на правому березі. 911-й артполк був перекинутий в район Пущі-Водиці, у ті дні несучи тяжкі втрати. Після звільнення Києва направлений у район Фастова де німці потужно контратакували використовуючи значну кількість танків.
Воювати І. В. Івашині довелось до кінця вересня 1944 року, коли вже з Карпат, де велись тяжкі бої, він був відізваний до Москви. Там отримав направлення до Київського артилерійського училища. Провчився мало, далася взнаки отримана контузія отримана ще під Сумами. Потрапив у шпиталь де і був комісований.
Демобілізований в 1945 році.
У 1953 році закінчив Київський педагогічний інститут.
Працював у Київському професійно-технічному училищі № 21.

## Звання та нагороди
27 лютого 1944 року сержанту Івану Вакуловичу Івашині присвоєно звання Героя Радянського Союзу. Нагороджувався після звільнення Києва в штабі дивізії разом з: піхтинцями Литовченком М. І. і Бедришовим М. О., зв'язківцем Перміновим Є. Й., іншим командиром гармати Асєєвим Ф. К. та замкомандира 911-го артполку Дмитрієвим П. Д.
Також нагороджений:
- орденом Леніна
- орденом Вітчизняної війни І ступеня
- медалями